# Jakez Cornou
 (mai 2024).
Si vous disposez d'ouvrages ou d'articles de référence ou si vous connaissez des sites web de qualité traitant du thème abordé ici, merci de compléter l'article en donnant les références utiles à sa vérifiabilité et en les liant à la section « Notes et références ».
Jakez Cornou, né en Finistère en 1935 à Brest et mort à  Pont-l’Abbé, le 1er septembre 2022, est un auteur, historien, éditeur, journaliste, et conférencier français de Bretagne.
Installé de longue date en pays Bigouden, passionné d'histoire, d'ethnographie et de patrimoine, il fonde et anime un la revue d'histoire et d'ethnographie du pays Bigouden, la revue Cap Caval, ainsi que la revue Pays de Quimper en Cornouaille. Il dirige également les éditions Sked.
Il est membre du collectif Les Plumes du Paon, qui vise à promouvoir la production littéraire du Pays Bigouden.

## Préface
Il préface, entre autres, l'ouvrage de Davies Frank, Chasse aux loups et autres chasses en Bretagne, ainsi que l'ouvrage Le Messager des Arts. Guide Itinéraire des Arts. « Région Bretagne ». Côtes du Nord - Finistère - Ille et Vilaine - Morbihan écrit par Jean Duquoc.